# Josip Mrzljak

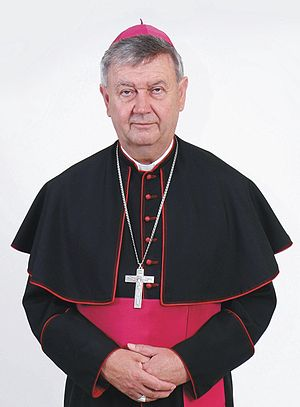
Bischof Josip Mrzljak

Wappen des Bischofs von Varaždin

Josip Mrzljak (* 19. Januar 1944 in Vukovar, Unabhängiger Staat Kroatien) ist ein kroatischer Geistlicher und emeritierter römisch-katholischer Bischof von Varaždin.

## Leben
Josip Mrzljak besuchte die Grundschule und Mittelschule in Krašić. Im Jahre 1959 setzte er seine Schulausbildung im erzbischöflichen Gymnasium „Šalata“ in Zagreb fort. Dort beendete er seine Schullaufbahn im Jahre 1963 mit dem Erreichen des Abiturs. Sein Theologiestudium erfolgte auf der katholischen Fakultät zu Zagreb. Am 16. November 1969 empfing er durch Erzbischof Franjo Kuharić in der Kathedrale zu Zagreb das Sakrament der Priesterweihe für das Erzbistum Zagreb. Seine Primiz feierte er am 30. November desselben Jahres in Krasić. Anschließend wirkte er als Kaplan in den Pfarrgemeinden von Sigetec, Hrvatski Leskovac und Koprivnica. Danach war er acht Jahre Pfarrer in Ozalj und betreute zudem die Pfarrei von Vrhovac. Ab 1980 war er für 18 Jahre Pfarrer in Svesvetski Kraljevac; in dieser Zeit wirkte er maßgeblich am Bau einer neuen Pfarrkirche mit. Im Sommer 1998 berief ihn Erzbischof Josip Bozanić zum Bischofsvikar und Domkapitular sowie zum Leiter der erzbischöflichen Abteilung für Berufungen.
Am 29. Dezember 1998 ernannte ihn Papst Johannes Paul II. zum Titularbischof von Caltadria und zum Weihbischof in Zagreb. Die Bischofsweihe spendete ihm Erzbischof Bozanić am 6. Februar 1999 in der Kathedrale von Zagreb; Mitkonsekratoren waren der emeritierte Erzbischof von Zagreb, Franjo Kardinal Kuharić und Erzbischof Giulio Einaudi, Apostolischer Nuntius in Kroatien. Papst Benedikt XVI. ernannte ihn am 20. März 2007 zum Bischof von Varaždin.
Mrzljak war Präsident der kroatischen Caritas und Präsident der bischöflichen Kommission für die kroatische Caritas bei der kroatischen Bischofskonferenz.
Papst Franziskus nahm am 1. August 2019 seinen altersbedingten Rücktritt an.